# Chang Zheng 4B
Chang Zheng 4B (长征四号乙) är en kinesik rymdraket som bland annat används för att placera satelliter i låg omloppsbana runt jorden.

## Uppskjutningshistorik
| Nr | Datum (UTC)             | Startplats       | Nyttolast                 | Omloppsbana | Utförande  |
| -- | ----------------------- | ---------------- | ------------------------- | ----------- | ---------- |
| 1  | 10 maj 1999 01:33       | LA-7, TSLC       | Fengyun 1C Shijian 5      | SSO         | Lyckad     |
| 2  | 14 oktober 1999 03:15   | LA-7, TSLC       | CBERS-1 SACI-1            | SSO         | Lyckad     |
| 3  | 1 september 2000 03:25  | LA-7, TSLC       | Ziyuan II-01              | SSO         | Lyckad     |
| 4  | 15 maj 2002 01:50       | LA-7, TSLC       | Fengyun 1D Haiyang-1A     | SSO         | Lyckad     |
| 5  | 27 oktober 2002 03:17   | LA-7, TSLC       | Ziyuan II-02              | SSO         | Lyckad     |
| 6  | 21 oktober 2003 03:16   | LA-7, TSLC       | CBERS-2 Chuangxin-1-01    | SSO         | Lyckad     |
| 7  | 8 september 2004 23:14  | LA-7, TSLC       | Shijian 6A Shijian 6B     | SSO         | Lyckad     |
| 8  | 6 november 2004 03:10   | LA-7, TSLC       | Ziyuan II-03              | SSO         | Lyckad     |
| 9  | 23 oktober 2006 23:34   | LA-7, TSLC       | Shijian 6C Shijian 6D     | SSO         | Lyckad     |
| 10 | 19 september 2007 03:26 | LA-7, TSLC       | CBERS-2B                  | SSO         | Lyckad     |
| 11 | 25 oktober 2008 01:15   | LA-9, TSLC       | Shijian 6E Shijian 6F     | SSO         | Lyckad     |
| 12 | 15 december 2008 03:22  | LA-9, TSLC       | Yaogan 5                  | SSO         | Lyckad     |
| 13 | 6 oktober 2010 00:49    | LA-9, TSLC       | Shijian 6G Shijian 6H     | SSO         | Lyckad     |
| 14 | 15 augusti 2011 22:57   | LA-9, TSLC       | Haiyang-2A                | SSO         | Lyckad     |
| 15 | 9 november 2011 03:21   | LA-9, TSLC       | Yaogan 12 Tianxun-1       | SSO         | Lyckad     |
| 16 | 22 december 2011 03:26  | LA-9, TSLC       | Ziyuan I-02C              | SSO         | Lyckad     |
| 17 | 9 januari 2012 03:17    | LA-9, TSLC       | Ziyuan III-01 VesselSat-2 | SSO         | Lyckad     |
| 18 | 10 maj 2012 07:06       | LA-9, TSLC       | Yaogan 14 Tiantuo-1       | SSO         | Lyckad     |
| 19 | 25 oktober 2013 03:50   | LA-4/SLS-2, JSLC | Shijian 16                | LEO         | Lyckad     |
| 20 | 9 december 2013 03:26   | LA-9, TSLC       | CBERS-3                   | SSO         | Misslyckad |
| 21 | 19 augusti 2014 03:15   | LA-9, TSLC       | Gaofen 2 BRITE-PL2        | SSO         | Lyckad     |
| 22 | 8 september 2014 03:22  | LA-9, TSLC       | Yaogan 21 Tiantuo-2       | SSO         | Lyckad     |
| 23 | 7 december 2014 03:26   | LA-9, TSLC       | CBERS-4                   | SSO         | Lyckad     |
| 24 | 27 december 2014 03:22  | LA-9, TSLC       | Yaogan 26                 | SSO         | Lyckad     |
| 25 | 26 juni 2015 06:22      | LA-9, TSLC       | Gaofen 8                  | SSO         | Lyckad     |
| 26 | 8 november 2015 07:06   | LA-9, TSLC       | Yaogan 28                 | SSO         | Lyckad     |
| 27 | 30 maj 2016 03:17       | LA-9, TSLC       | Ziyuan III-02 ÑuSat-1/-2  | SSO         | Lyckad     |